# 义乌市
义乌市，是中国浙江省直辖的一个县级市，由金华市代管。义乌为浙江省综合实力第二大县市，也是中国经济最发达的县级市之一。市政府駐稠城街道县前街21号。
2005年，联合国与世界银行、摩根士丹利等多家世界权威机构联合发布《震惊世界的中国数字》报告中，义乌市场被称为“全球最大的小商品批发市场”。义乌小商品博览会已成为广交会、华交会之后国内第三大贸易类展会。2010年，义乌被设为国际贸易方面的国家综合配套改革试验区。

## 历史沿革
- 春秋时属越国。前621年，越侯无壬把都城迁到嶕岘，据考其位于义乌稠城。越侯允常在前538年迁出到勾嵊。
- 秦王嬴政（秦始皇）二十五年（前222年）建县名乌伤(或名乌商)，属会稽郡。县境北接诸暨，南邻大末（现龙游县），包括今金华、兰溪、义乌、永康的全部，东阳、磐安、武义、浦江的大部和仙居、缙云的一小部分。传说秦时有个颜乌，事亲至孝，父死后负土筑坟，一群乌鸦衔土相助，结果乌鸦嘴喙皆伤，故称乌伤县。
- 新莽时（9年）改县名乌孝。
- 东汉建武初年复称乌伤。曾为会稽西部都尉治。初平三年（192年）分割西部辖境，设置长山县（即后之金华县）。
- 三国吴赤乌八年（245年）分南境，置永康县。宝鼎元年（266年），分会稽郡西部设东阳郡（郡治长山），乌伤县属东阳郡。
- 隋开皇九年（589年），分割吴州置婺州。
- 唐武德四年（621年）于乌伤县置稠州，并分置乌孝、华川二县。武德七年（624年）废稠州，合乌孝、华川为一县，改名义乌县。稠州以稠山（德胜岩）而得名。华川又名绣川，以绣湖得名。义乌其义与乌伤、乌孝同。唐垂拱二年（686年）析义乌县东境设东阳县。天宝十三年（754年），又分县境北部及兰溪、富阳各一部分，设浦阳县（今浦江县）。
- 元代，义乌隶属婺州路总管府。至正十八年（1358年），吳王朱元璋部攻取婺州，改婺州路为宁越府。至正二十二年（1362年）又改名金华府。
- 明嘉靖三十八年（1559年）戚继光的戚家军成军于义乌、永康一帶，总兵力四千人，主力是义乌、永康的农民和矿工。自成军起，大小数百战未尝败绩。
- 明清仍旧，义乌隶属关系未变。
- 辛亥革命后，废府制代以道制，义乌属金华道。1927年废道制改为省县两级制，义乌直属浙江省。后设行政督察专员公署，义乌属金华专区或浙江省第四专区。
- 1949年5月8日义乌解放。中华人民共和国成立后，义乌属金华专区。
- 1959年浦江县并入义乌，1967年仍析出。
- 1988年撤销义乌县，设立义乌市（县级）。[3]

## 行政区划
义乌市辖8个街道、6个镇。市政府驻地稠城街道。
稠城街道、江东街道、稠江街道、北苑街道、后宅街道、城西街道、廿三里街道、福田街道、佛堂镇、赤岸镇、义亭镇、上溪镇、苏溪镇和大陈镇。

## 自然条件

### 气候条件
义乌属亚热带季风气候，温和湿润，四季分明。年均气温17℃，平均气温以七月份最高，为29.3℃，一月份最低，为4.2℃。年平均无霜期为243天左右。年平均降水量为1100～1600毫米之间。

### 地理概况
义乌市位于浙江省中部，东经119°49′~120°17′，北纬29°02′13″~29°33′40″。东邻东阳市，南界永康市、武义县，西连金华市金东区、兰溪市，西北与浦江县毗连，北与诸暨市交界。南北长58.18千米，东西宽44.41千米。市中心到省会杭州直线距离大约100公里。地处金衢盆地的东侧边缘，浙江省地理中心地处境内。

### 水文
义乌水资源丰富，但降水量的时、空分布不均匀。
境内河流有东阳江（包括南江）、浦阳江的支流大陈江和洪巡溪，还有7条单独出境的山涧，都属于钱塘江水系。东阳江源于磐安县大磐山龙乌尖，于廿三里街道何宅村流入境内，于佛堂镇中央村南部与其最大的支流南江汇合，最后在义亭镇上低田出境入金华市金东区。在义乌市境内又称义乌江，全长39.75公里。大陈江源于境内大坞尖，至大陈镇瓦窑头村出境入浦江县。洪巡溪源于城西街道六公山，至八石畈村出境入浦江县。
境内拥有5座中型水库：八都水库、长堰水库、柏峰水库、巧溪水库、岩口水库。
水资源交易
全国第一次水资源交易:由于义乌水资源消耗量大，2000年11月24日义乌市与上游东阳市签定有偿转让横锦水库部分用水权协议，义乌市一次性出资2亿元购买横锦水库每年4999.9万立方米水的使用权。

## 交通

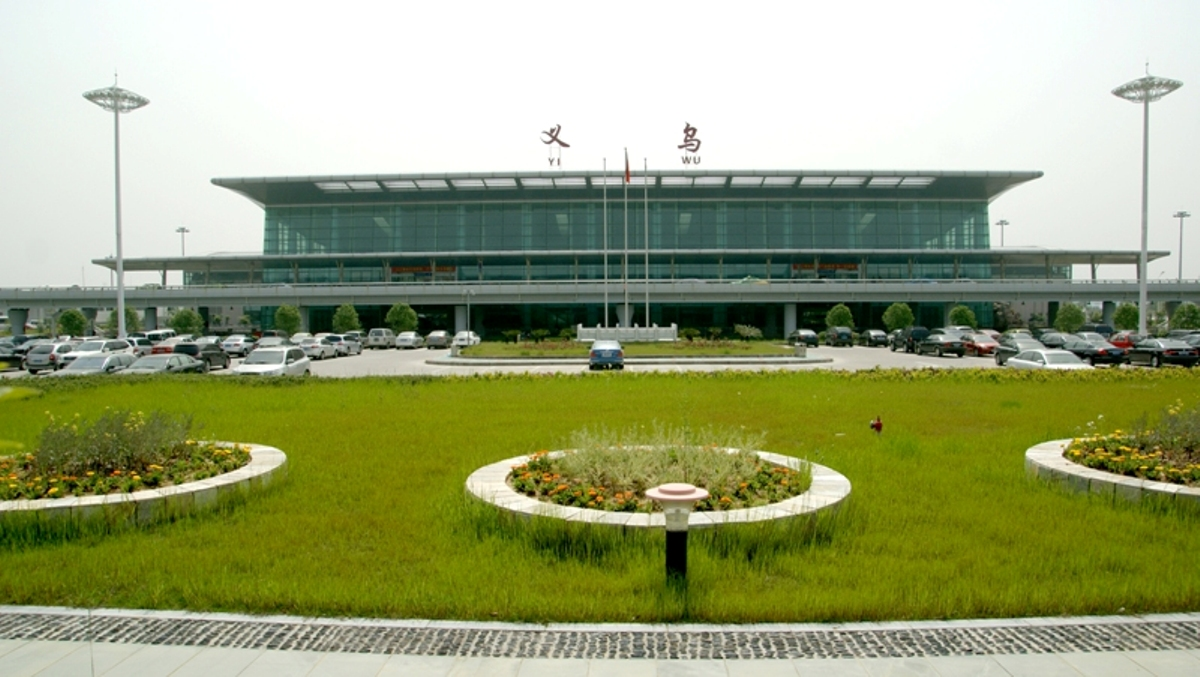
义乌机场

### 公路
沪昆高速、 甬金高速，另有境内义乌疏港高速（ 义东高速）连接 沪昆高速和 甬金高速。 235国道、 351国道过境。截至2023年底全市共建成公路总里程约1563公里，境内等级公路里程约1563公里，境内一级及以上公路里程约345公里，境内高速公路里程76公里，浦江县境内2个收费站（包括郑家坞、浦江）纳入义乌绕城高速免费通行范围。

### 铁路

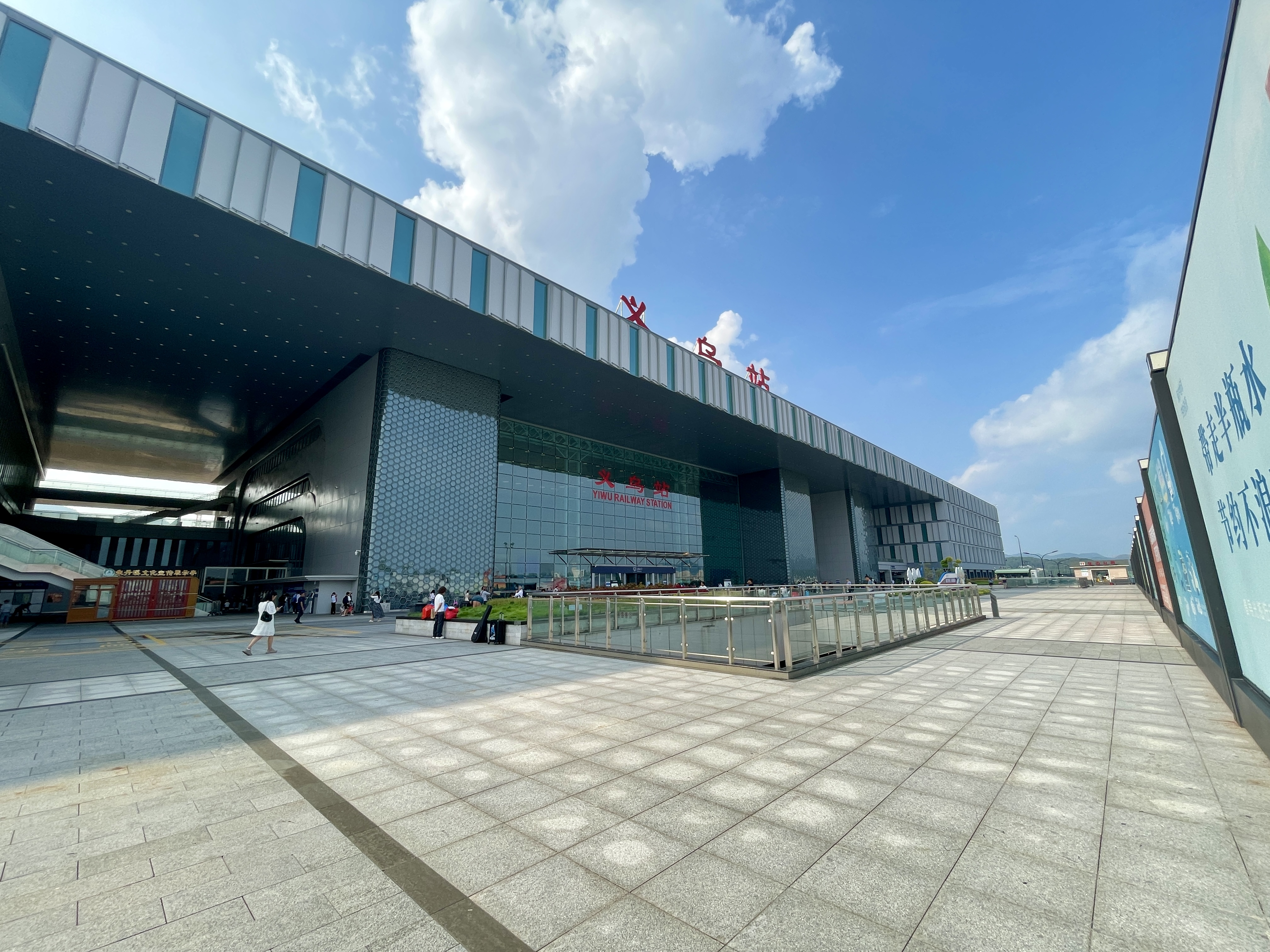
义乌站站房

过境铁路有沪昆铁路、沪昆客运专线、甬金铁路（宁波-金华）、杭温高铁（杭州-温州），客运站有义乌站，货运站有义乌西站、苏溪站。另有金义三四线建设中。
中歐班列
2014年12月9日，第一趟连接义乌和欧洲的“义新欧”货运列车抵达西班牙马德里。义乌至欧洲的货运铁路服务宣告贯通，不仅让沿线的12个国家成为新丝绸之路经济带建设的参与者和受益者，也将带来大量的贸易机遇。

### 航空
城北有义乌机场，是浙中地区唯一的航空港。正常年份旅客吞吐量超过200万人次。并开通有往返香港的国际及港澳台航线。
在金东区与义乌市交界处义乌政府及金东区政府拟建设金义国际机场。

### 公共交通

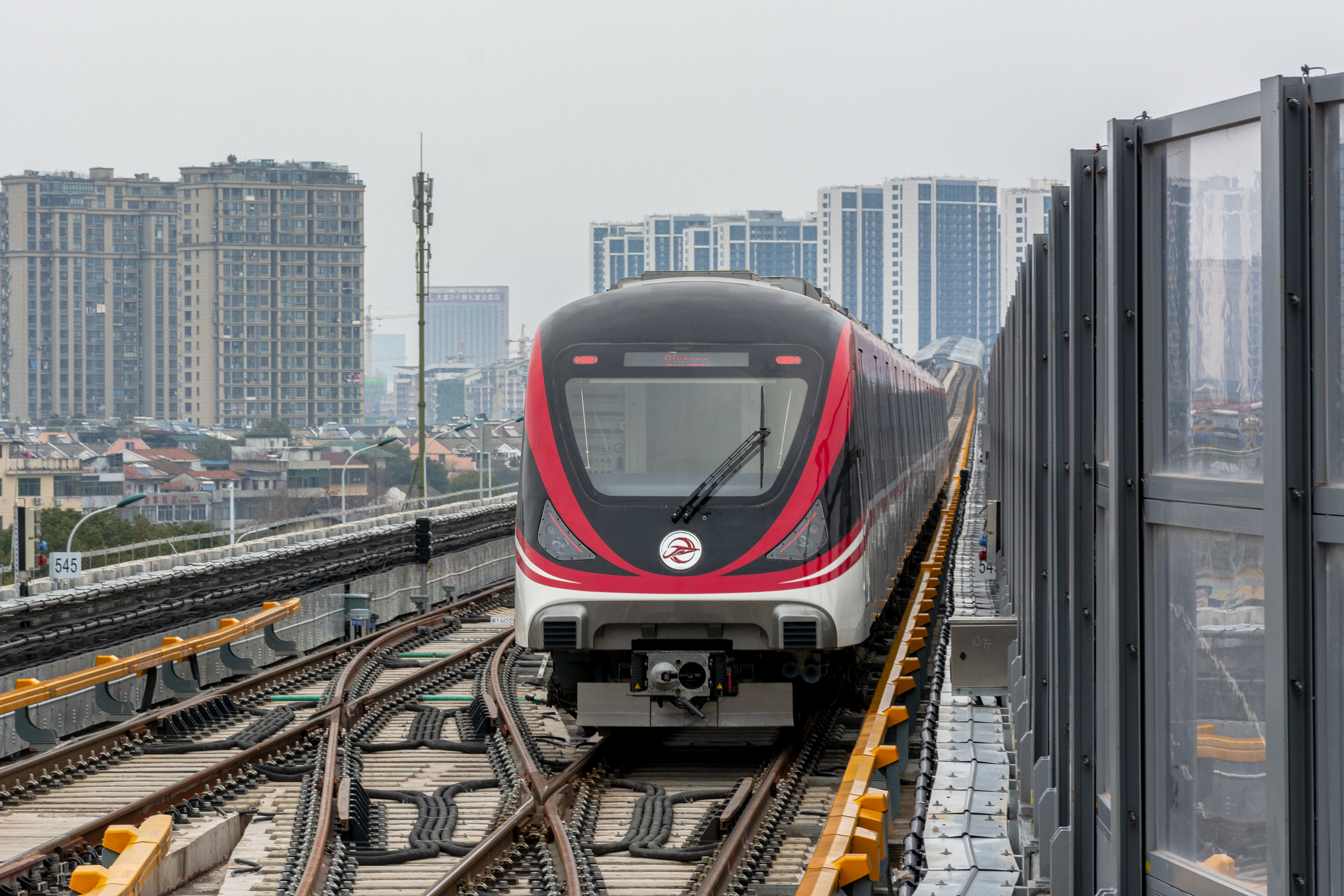
金义东线列车驶出绣湖站

义乌现有两条快速公交线路。连接金华的金华快速公交B3线于2016年9月开通，市内首条线路于2017年1月开通。
义乌目前规划有轨道交通项目金义线和义东线，用以连接金华和东阳。金义线（金华站—秦塘）于2022年1月11日开通试乘，8月30日开通运营。9月28日，义东线开通试乘。

## 社会

### 人口
义乌市2020年第七次全国人口普查全市常住人口为185.94万人，较2010年第六次全国人口普查的123.40万人增加62.54万人。全市常住人口中，男性人口为100.28万人，占53.99%。女性人口为85.66万人，占46.07%。总人口性别比为117.08。
《2023年义乌市国民经济和社会发展统计公报》显示，2023年末全市户籍人口911520人。2023年末，全市常住人口为190.3万人，与2022年末常住人口188.8万人相比，增加1.5万人。2023年末全市常住人口中，城镇人口为155.3万人，农村人口为35.0万人。
根据2024年的统计数据，义乌常住人口190万，其中户籍人口91万，因此外来人口100万（包括很多中东、非洲的外国人）比本地人要多。
主要姓氏
目前浙江十大姓氏是：陈、王、林、张、李、叶、郑、吴、徐、刘。义乌的十大姓氏是：陈、王、吴、朱、楼、金、何、张、黄、龚。

### 民族
义乌市境内人数较多的为汉族，少数民族有苗族、布依族、土家族、回族、壮族、侗族、朝鲜族、彝族、维吾尔族和瑶族等53个民族，其中苗族、布依族、土家族人数超过1万。

### 宗教
义乌有佛教协会、基督教三自爱国运动委员会和基督教协会3个宗教团体，批准设立的宗教活动场所93处，其中佛教36处，道教3处，伊斯兰教1处，天主教1处，基督新教52处。中外穆斯林2.3万人，天主教信众1000余人，基督新教信众2万人。

### 语言
义乌市通用方言为義烏話，属于吴语金衢片（大陈镇北部的红峰、燕窝二村除外）。由于义乌交通方便，与外地交往频繁，因此义乌话受邻近方言的影响较大，内部差异也较明显，故有“义乌十八腔，隔溪不一样”的说法。 同时，由于在义乌的非中国商人多，所以在宾王以及大部份基础设施会有英语、阿拉伯语等外语标识。

## 经济
| 义乌市国内生产总值列表(单位：亿元)                                                                                    | 义乌市国内生产总值列表(单位：亿元) | 义乌市国内生产总值列表(单位：亿元) | 义乌市国内生产总值列表(单位：亿元) | 义乌市国内生产总值列表(单位：亿元) |
| --- | ---------------------------------- | ---------------------------------- | ---------------------------------- | ---------------------------------- |
| 年 | 年                                 |                                    | GDP                                | GDP                                |
| 2000 | 2000                               |                                    | 119.24                             | 119.24                             |
| 2001 | 2001                               |                                    | 136.01                             | 136.01                             |
| 2002 | 2002                               |                                    | 156.08                             | 156.08                             |
| 2003 | 2003                               |                                    | 188.49                             | 188.49                             |
| 2004 | 2004                               |                                    | 282                                | 282                                |
| 2005 | 2005                               |                                    | 300.1                              | 300.1                              |
| 2006 | 2006                               |                                    | 352.86                             | 352.86                             |
| 2007 | 2007                               |                                    | 420.9                              | 420.9                              |
| 2008 | 2008                               |                                    | 493.3                              | 493.3                              |
| 2009 | 2009                               |                                    | 519.5                              | 519.5                              |
| 2010 | 2010                               |                                    | 614                                | 614                                |
| 2011 | 2011                               |                                    | 726.1                              | 726.1                              |
| 2012 | 2012                               |                                    | 802.94                             | 802.94                             |
| 2013 | 2013                               |                                    | 882.9                              | 882.9                              |
| 2014 | 2014                               |                                    | 968.6                              | 968.6                              |
| 2015 | 2015                               |                                    | 1046                               | 1046                               |
| 2016 | 2016                               |                                    | 1118.1                             | 1118.1                             |
| 2017 | 2017                               |                                    | 1158                               | 1158                               |
| 2018 | 2018                               |                                    | 1248.1                             | 1248.1                             |
| 2019 | 2019                               |                                    | 1421.1                             | 1421.1                             |
| 2020 | 2020                               |                                    | 1485.6                             | 1485.6                             |
| 2021 | 2021                               |                                    | 1730.1                             | 1730.1                             |
| 2022 | 2022                               |                                    | 1835.5                             | 1835.5                             |
| 2023 | 2023                               |                                    | 2055.6                             | 2055.6                             |
| [ 27 ] [ 28 ] [ 29 ] [ 30 ] [ 31 ] [ 32 ] [ 33 ] [ 34 ] [ 35 ] [ 36 ] [ 37 ] [ 38 ] [ 12 ] [ 39 ] [ 40 ] [ 41 ] [ 8 ] |                                    |                                    |                                    |                                    |

义乌在2008年中国综合实力百强县排名第八，2008年义乌城镇居民人居收入达到全国县级市第一。义乌城市规模与经济实力等多方面均已超过了金华市区，而且和周边的东阳、永康等县市联系密切。2010年，义乌被设为国际贸易方面的国家综合配套改革试验区。成立于1992年的义乌经济技术开发区在2012年3月成为国家级经济技术开发区。2023年全市完成地区生产总值2055.62亿元：按户籍人口计算人均生产总值228105元；按常住人口计算人均GDP达到 108447元。

### 农业
义乌农业发达，主产水稻、甘蔗等，特产主要有南枣、蜜枣、红糖、火腿、豆腐皮、腐竹、白字酒、顶陈酒、三花梨，是金华火腿主要产地之一。

### 工业
依托于小商品市场的发展，义乌建立起了较多的制造业企业，所生产的产品大都通过小商品市场销往中国国内和海外，实现了“贸工联动”。全市八大主导行业分别是工业纺织服装服饰业，纺织业，化学纤维制造业，电气机械和器材制造业，文教工美体育和娱乐用品制造业，造纸和纸制品业，计算机、通信其他电子设备制造业，化学原料和化学制品制造业。

### 金融
义乌金融业发达，5家国有商业银行、邮储银行和12家全国性股份制商业银行均全部在义乌设有分支机构，另外有多家异地城商行，如杭州银行、宁波银行、温州银行，本地银行有浙江稠州商业银行、义乌农商银行、浙江义乌联合村镇银行等。

### 第三产业
义乌拥有闻名遐迩的小商品市场，目前已成为世界上最大的小商品集散地，其市场的规模和成交量均居中国各专业市场之首。
有人将义乌市场上竞选商品销量作为美国总统选举胜败的预测指标。

## 教育
2020年第七次全国人口普查显示，全市常住人口中，具有大学（指大专以上）程度的人口为27.37万人。
2023年全市共有大学2所，职业院校1所，技师学院1所；公办中小学136所（含职高），民办中小学14所，幼儿园305所，特殊教育学校2所，在校（园）生27.24万人，教职工23341人（其中专任教师18201人），在读外籍学生276名。
- 高等教育：中国计量大学现代科技学院（2020年迁入）、义乌工商职业技术学院、浙江广播电视大学义乌学院
- 高级中学：义乌中学、义乌市第二中学、义乌大成中学、义乌市第三中学
- 中等职业教育：义乌城镇职业技术学校、义乌市国际商贸学校，浙江省机电技师学院

## 文化

### 体育
CBA篮球联赛的参赛球队浙江稠州银行曾经将主场设在义乌的梅湖体育中心，该球队后迁往杭州。

### 旅游景点
- 新石器时代考古遗址：桥头遗址

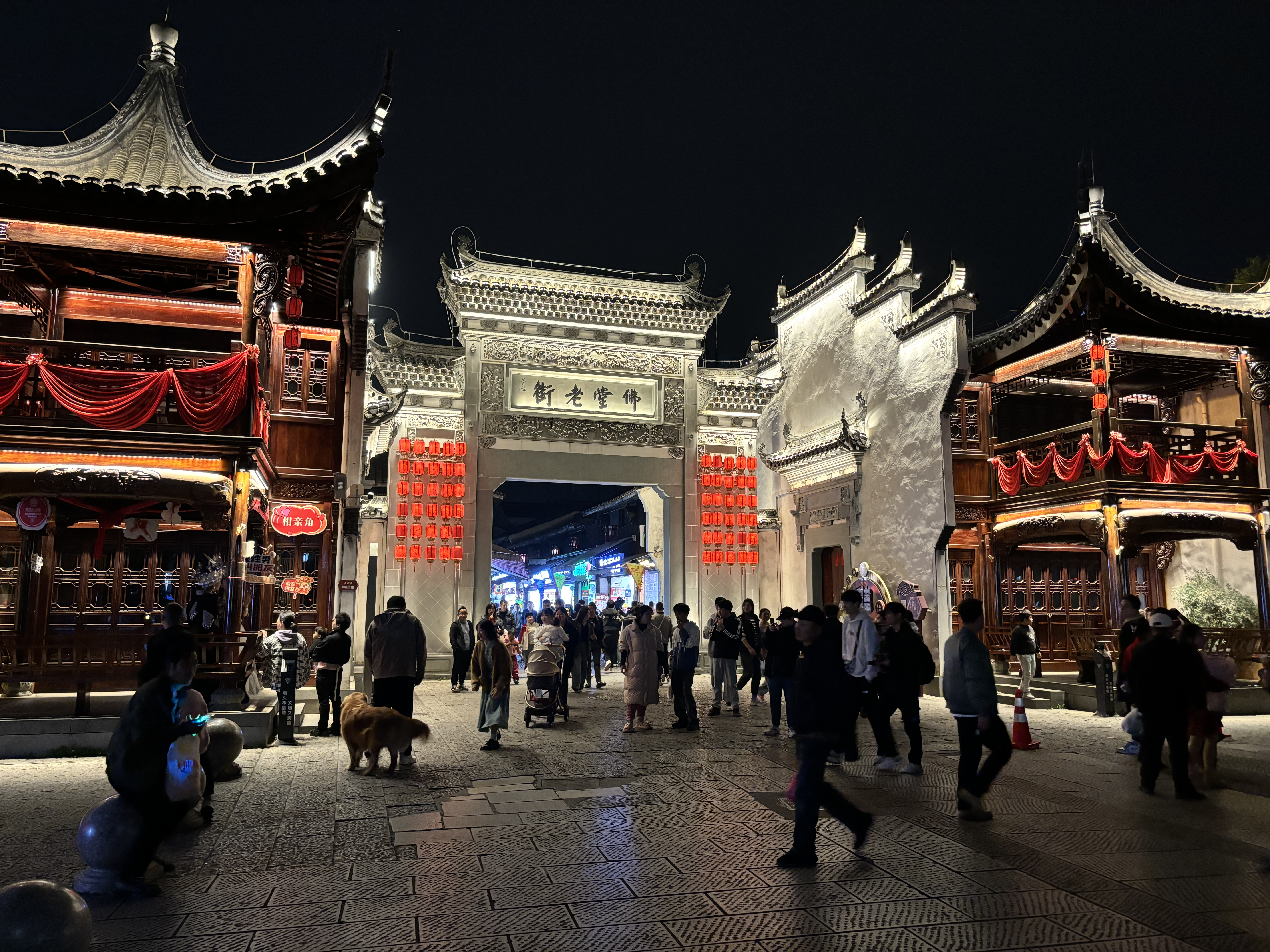
佛堂镇老街

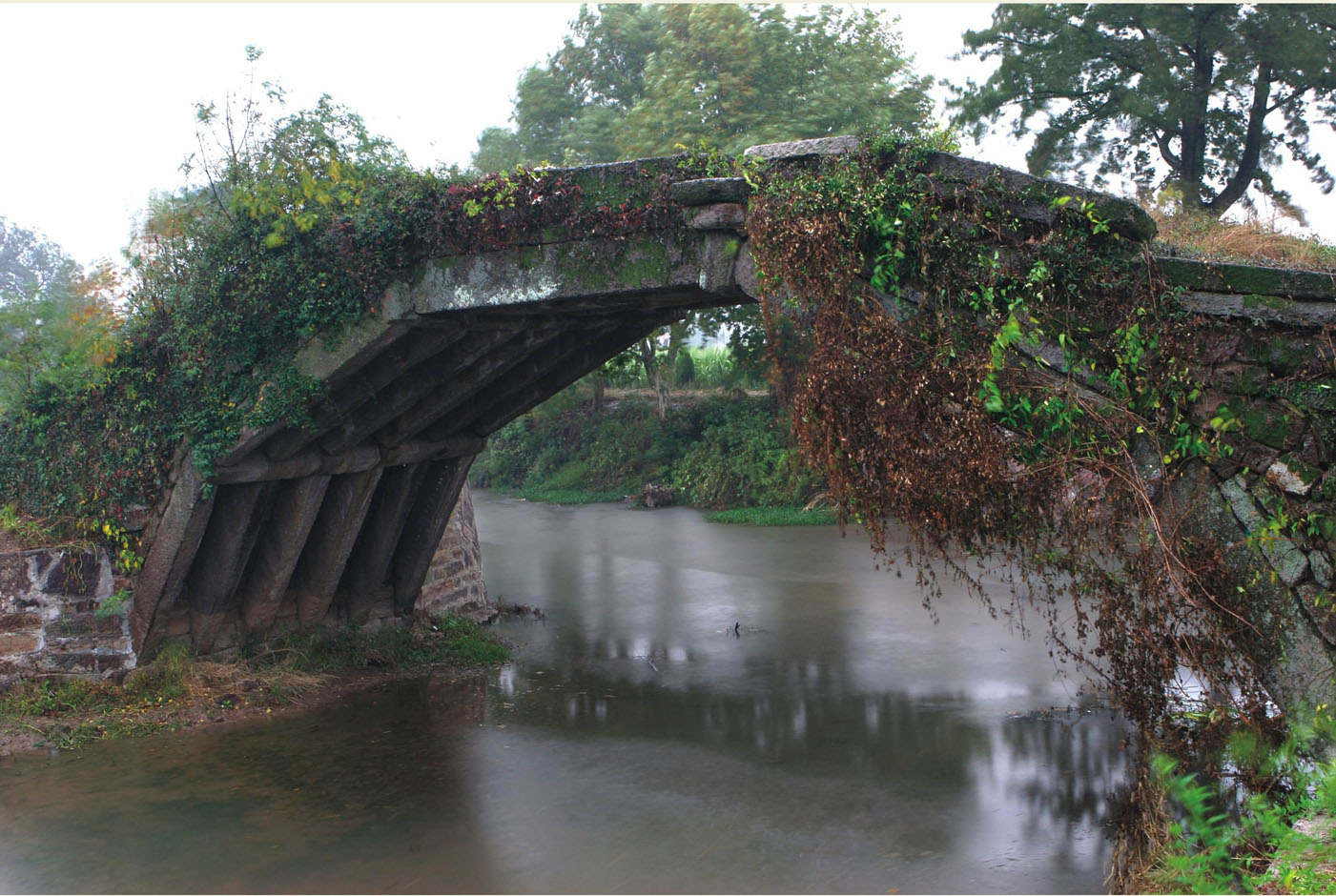
古月橋，宋嘉定癸酉（公元1213年）建造。全國重點文物。

- 全国重点文物保护单位：古月桥、黄山八面厅、大安寺塔、塘下方大宗祠、陈望道故居
- 浙江省文物保护单位：双林铁塔、朱丹溪墓、螃蟹形山墓群、冯雪峰故居、吴晗故居、朱店朱宅、雅端容安堂、佛堂吴宅
- 中国历史文化名镇：佛堂镇
- 义乌国际商贸城被国家旅游局授予中国首个AAAA级购物旅游区荣誉称号。“小商品海洋，购物者天堂”已成为义乌市的代名词。

### 非物质文化遗产
- 义乌道情
- 义乌红糖制作技艺

## 友好城市
友好城市为义乌市政府网站列出，以协议书签署为准：
- 平澤市
- 首尔中区
- 濟州市
- 西班牙 巴塞罗那
- 法國 欧贝维利耶
- 土耳其 馬尼薩
- 模里西斯 弗拉克區
- 波蘭 亚沃日诺
- 匈牙利 布达佩斯十一区
- 羅馬尼亞 布加勒斯特市二区
- 日本 淡路市